# Idaea forsteri
Idaea forsteri är en fjärilsart som beskrevs av Edward P. Wiltshire 1966. Idaea forsteri ingår i släktet Idaea och familjen mätare. Inga underarter finns listade i Catalogue of Life.